# (35461) Mazzucato
(35461) Mazzucato ist ein Asteroid des Hauptgürtels, der am 26. Februar 1998 von den italienischen Astronomen Luciano Tesi und Andrea Boattini am Osservatorio Astronomico della Montagna Pistoiese (IAU-Code 104) bei San Marcello Pistoiese in der Toskana entdeckt wurde.
(35461) Mazzucato wurde am 21. Juli 2005 nach dem italienischen Amateurastronomen Michele Mazzucato (* 1962) benannt, der als Mitglied mehrerer wissenschaftlicher Vereinigungen zahlreiche Artikel und Bücher mit Schwerpunkt auf Geodäsie und astronomische Themen verfasste.